# Перевернута веселка

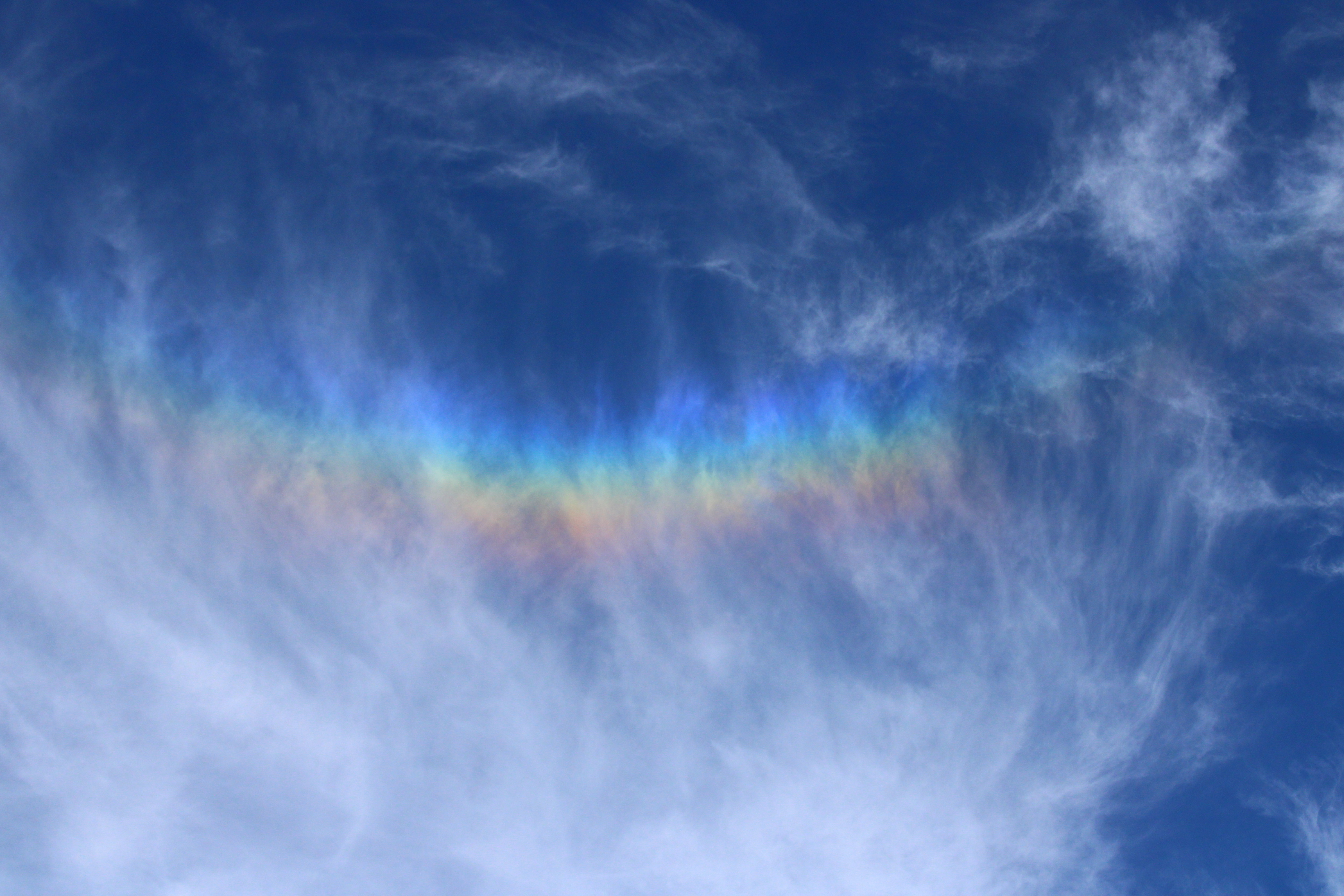
Перевернута веселка. Помічена в Маунт-Вернон, штат Вашингтон. : 10 червня 2024

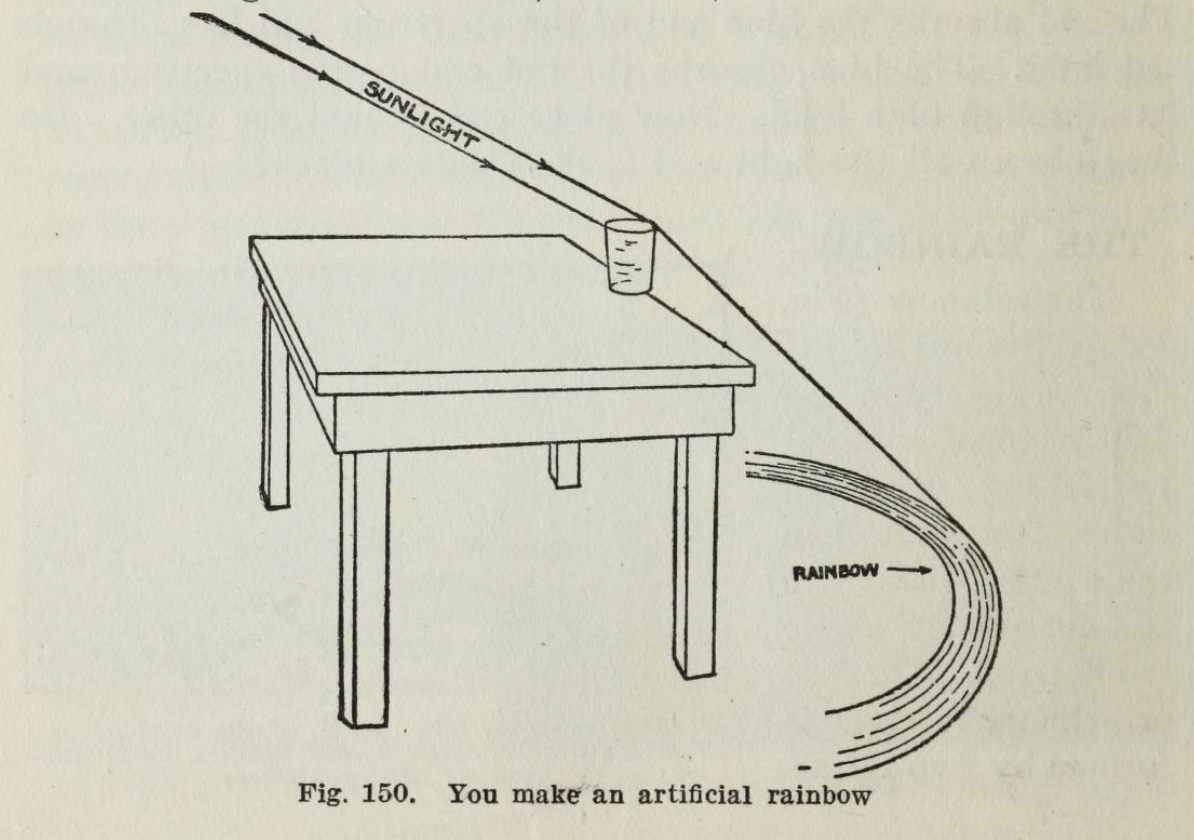
Демонстраційний експеримент аналогічної рефракції для CZA. Тут вона помилково позначена як штучна веселка в книзі Гілберта

Перевернута веселка (також відома як Циркумзенітальна дуга (CZA), Дуга Браве) —  це отпичне явище яке візуально схоже на перевернету веселку, але має інше походження. Воно виникає внаслідок заломлення та відбивання сонячного світла кристалами льоду в атмосфері. Ці кристали льоду, які зазвичай зустрічаються в перистих хмарах на великій висоті, діють як призми, які розділяють сонячне світло на складові кольори. Коли сонячне світло проходить крізь кристали льоду, воно піддається численним відбиттям і заломленням, що призводить до утворення CZA. 
Циркумзенітальна дуга має кілька відмінностей від звичайної веселки: 1) на відміну від традиційної веселки, яка утворює повне коло, окружна дуга не охоплює весь зеніт, натомість він виглядає як дуга, що тягнеться від однієї сторони неба до іншої,  2) «перевернута веселка» з'являється на чистому небосхилі, без дощових хмар. 3) Циркумзенітальна дуга утворюється завдяки кристалам льоду, на відміно від того як звичайна веселка утворюється завдяки водяним краплям.
Для утворення циркумзенітальна дуги промені сонця повинні висвітлювати під певним кутом тонку завісу хмар на висоті 7 — 8 тисяч метрів. На подібній висоті перисті хмари складаються з маленьких кристалів льоду. Коли опуклі хмари з крижаних кристалів потрапляють під сонячні промені світло відбивається в атмосферу.
Яскраві кругові дуги утворюються, коли Сонце знаходиться приблизно на 15°-25° над горизонтом, найяскравіші на висоті 22°. Кутова ширина дуги тоді становить близько 1,2°-3°, збільшуючись зі збільшенням висоти Сонця, становлячи близько 1,5° на висоті 22°.
Розподіл інтенсивності вздовж циркумзенітальної дуги вимагає врахування кількох ефектів: амплітуди відбиття та пропускання Френеля, атмосферне затухання, хроматичну дисперсію (тобто ширину дуги), азимутальна кутова дисперсія (групування променів) і геометричні обмеження.
Оскільки це явище також вимагає, щоб кристали льоду мали спільну орієнтацію, воно відбувається лише за відсутності турбулентності та коли немає значного висхідного або низхідного потоку .
Всупереч громадській обізнаності, CZA не є рідкісним явищем, але його, як правило, не помічають, оскільки воно відбувається так далеко. Варто звернути увагу на це, коли видно паргелій (sun dogs), оскільки кристали льоду, які їх викликають, відповідають за CZA.